# Fshat i Vjetër
Fshat i Vjetër (albanska: Fshat i Vjetër, serbiska: Staro Selo) är en by i Kosovo. Den ligger i kommunen Ferizaj. Enligt den senaste folkräkningen år 2011 fanns det 992 invånare.

## Demografi
| Demografi | 2011 |
| --------- | ---- |
| albaner   | 990  |
| okänt     | 2    |